# Albertslund Symfoniorkester
Albertslund Symfoniorkester er et ungdomssymfoniorkester under Albertslund Musikskole.
Orkestret blev oprettet i 2000 og har i dag (2017) ca. 50 medlemmer, der hører til de dygtigste musikskoleelever og spillere i MKG- og konservatorieniveau. Orkestrets mål er at være et fuldt besat symfoniorkester. Det bliver dirigeret af Erik Jakobsson.